# Causses du Lot (race ovine)
La Causses du Lot (ou Caussenarde du Lot) est une race ovine française originaire des plateaux calcaires du Lot : les Causses du Quercy. C'est une brebis de grand format à la toison et la tête blanche, caractéristique par ses oreilles et ses lunettes noires. Elle est rustique, facile à désaisonner, aux bonnes qualités maternelles, qui gagne à être croisée avec des races mieux conformées pour améliorer la valeur bouchère des agneaux. Un système de croisements ou schéma de sélection à double étage est d'ailleurs bien développé au sein de la race. La  Causses du Lot n'est sélectionnée que depuis la seconde partie du XXe siècle. Aujourd'hui, on cherche surtout à travailler la valeur laitière, la conformation, la prolificité de la race. On compte environ 110 000 femelles essentiellement élevées dans le département du Lot. Cette race représente plus de la moitié du cheptel ovin départemental.

## Histoire
La brebis Causses du Lot est rattachée au rameau des races rustiques des Pyrénées. Elle est issue d'une très ancienne souche de brebis qui vivait sur le versant nord de la Garonne. Elle est élevée depuis très longtemps sur les plateaux calcaires du Lot auxquels elle doit son nom et sur lesquels, elle a développé sa forte charpente.  
Sa sélection, longtemps informelle, est mieux organisée à partir de la seconde moitié du XXe siècle. 
1955 : Le livre généalogique (ou flock-book) de la Causses du Lot est créé. Chaque animal enregistré dans ce document possède son propre code d’identification, preuve d’appartenance à la race
1974 : L’association de la race Causses du Lot ou UPRA (Unité nationale de sélection et de Promotion de la Race) est mise en place. 
2008 : L’OES (Organisme et Entreprise de Sélection) Ovilot voit le jour (à la suite de la nouvelle Loi d'Orientation Agricole de 2006).

## Standard de race
La brebis Causses du Lot est une race rustique et locale de taille moyenne à grande. Elle est facilement reconnaissable grâce aux taches noires qu’elle a autour des yeux et sur ses oreilles. Mâles et femelles sont mottes (sans cornes). Sa solide charpente lui confère une bonne aptitude à la marche sur les plateaux calcaires du Lot. En ce qui concerne sa toison, elle recouvre la totalité du corps de l'animal. Elle est fournie et composée de laine jarreuse (le jarre est un poil très rigide) de qualité moyenne lui permettant de rester en plein air la majorité de l'année.
Cette race est docile et maternelle. Elle est également réputée pour ses facilités de désaisonnement : contrairement à d’autres races ovines, elle est capable de donner naissance à des agneaux à n’importe quelle saison.  

De plus, elle serait résistante à la piroplasmose, une maladie transmise par les tiques, acariens omniprésents dans les Causses du Quercy.

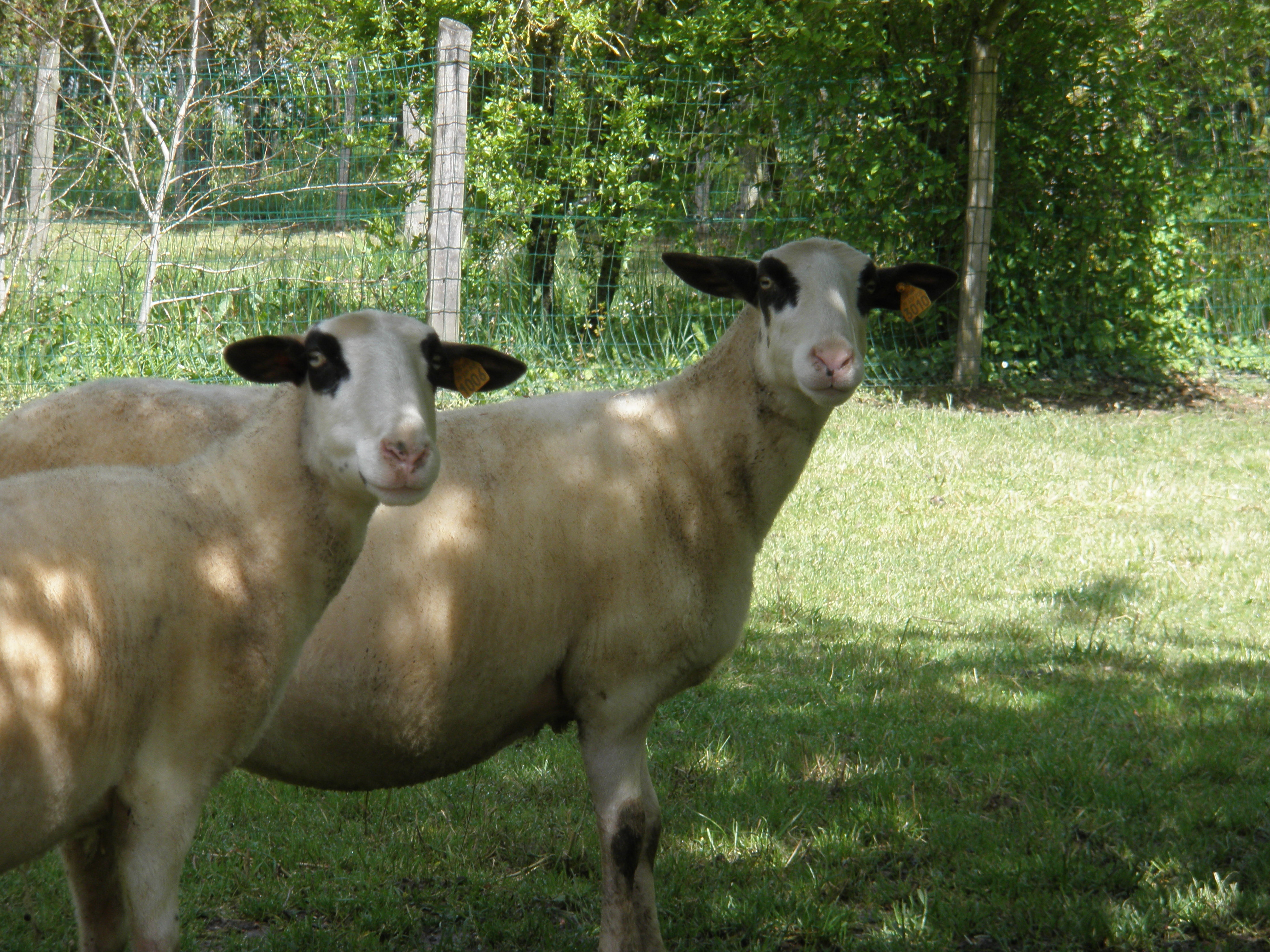
Causses du lot en mai 2012.

## Aptitudes
C'est une race rustique qui se contente de la maigre végétation caussenarde, consommant des ligneux si besoin. Elle est résistante à la chaleur qui règne dans sa région d'origine, et est bonne marcheuse.
La brebis a une prolificité moyenne avec environ 1,5 agneau par an. Cependant, sa lactation est suffisante pour bien nourrir ses petits. Son rythme de reproduction permet d'avoir trois agnelages en deux ans car son désaisonnement est facile.
La conformation de carcasse des agneaux est bonne mais de nombreux troupeaux utilisent un croisement entre brebis du Lot et béliers île-de-France plus trapus afin de mieux valoriser leurs carcasses. Le croisement donne des agneaux aux gigots ronds et lourds, adaptés au marché de cette viande. Ils peuvent être commercialisés sous le Label rouge Agneau fermier du Quercy.

## Élevage

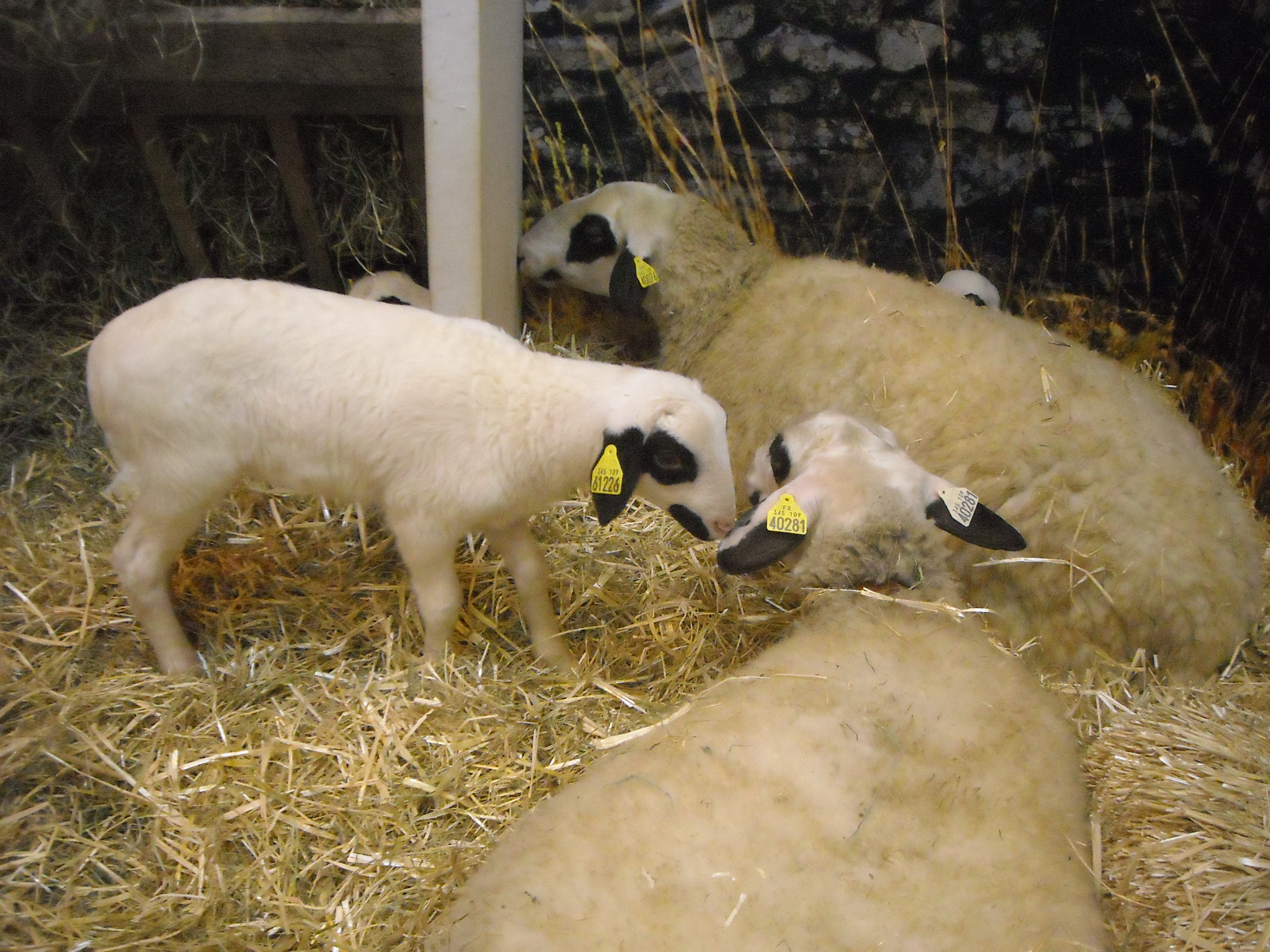
Brebis et agneau au salon international de l'agriculture 2016.

Dans les systèmes caussenards traditionnels, les moutons passent la majeure partie de l'année dehors, ne rentrant que pour l'hiver. Les troupeaux sont de taille assez importante (entre 300 et 600 brebis reproductrices en général). Les agnelages ont majoritairement lieu l'automne, bien qu'il existe aussi une mise bas de printemps dans les systèmes pratiquant un rythme de reproduction accéléré avec trois agnelages en deux ans.
Les agneaux, élevés sous la mère, sont abattus autour de 37 à 42 kg. Ils sont souvent issus de croisements entre brebis causses du Lot et béliers de races à bonnes aptitudes bouchères comme le berrichon du Cher, le suffolk ou le mouton Charollais, afin d'améliorer leur conformation et donc de mieux les valoriser. 
L’agneau Causses du Lot est prisé pour sa viande claire, tendre et au goût délicat. Il est principalement commercialisé sous l’appellation « Agneau Fermier du Quercy ». Ce dernier est vendu à l’échelle nationale dans les boucheries et magasins qui ont signé un accord avec les éleveurs pour garantir aux consommateurs l’origine et la qualité de la viande.
L’Agneau Fermier du Quercy bénéficie d’une double garantie :
- Origine : Grâce à l’IGP (Indication Géographique Protégée), on reconnaît que la qualité de la viande est en lien avec son terroir.

- Qualité supérieure : Le cahier des charges du Label Rouge prévoit les meilleures conditions d’élevage pour l’agneau.

La zone de production de la filière concerne la totalité du département du Lot et quelques cantons limitrophes situés en Dordogne, Corrèze, Aveyron et Tarn-et-Garonne. Seul l’abatteur Destrel produit de l’Agneau Fermier du Quercy distribué ensuite dans 240 points de vente localisés dans toute la France.

## Sélection

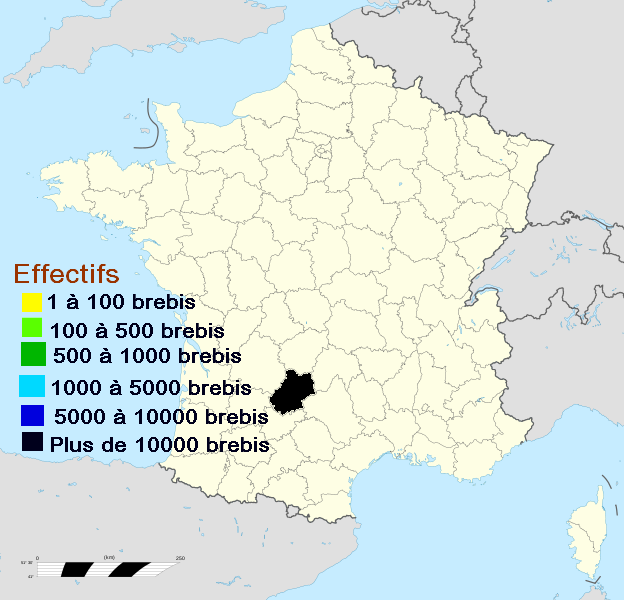
Effectifs des brebis en contrôle des performances par département en 2009.

Le schéma de sélection de la race, géré par l'organisme de sélection Ovilot, peut compter sur une cinquantaine d'éleveurs détenant 30 000 animaux inscrits contrôlés. Il vise principalement à améliorer les qualités maternelles de la race, à travers la valeur laitière des mères et leur prolificité. 
Ovilot dispose également d'une station de contrôle individuel (SCI) des meilleurs jeunes béliers de la race et d'un centre d'insémination artificielle (CIA), respectivement situés à Lavergne et Lunegarde.
L’OES Ovilot propose tous les services liés à la génétique ovine de la race Causses du Lot avec 3 grandes missions décrites ci-dessous. 
1. Mise en place du service génétique, sanitaire et technique aux éleveurs
- Contrôle de performances : données génétiques des sélectionneurs
- Service d’insémination artificielle
- Suivi et conseil génétique
- Suivi sanitaire des élevages sélectionneurs (en collaboration avec le GDS  46)

2. Gestion de la race Causses du Lot et sa promotion
Le schéma de sélection de la brebis Causses du Lot s’organise avec une cinquantaine d’éleveurs. Ils sont répartis en 3 groupes dont les techniques de production sont distinctes mais l’objectif le même : promouvoir la race dans sa terre natale.
| Groupe | Dénomination    | Missions |
| ------ | --------------- | --- |
| 1      | Sélectionneurs  | Création du progrès génétique de la race par voie mâle et création de femelles Causses du Lot à destination du groupe 3 |
| 2      | Multiplicateurs | Multiplication de femelles pour la reproduction en Causses du Lot                                                       |
| 3      | Multiplicateurs | Multiplication de femelles pour la reproduction F1 46 (croisement : Mère Causses du Lot x Père Île de France)           |

Le schéma de croisements à double étage s'est développé dans les années 1990 pour produire des agnelles aux multiples qualités. D'une part, la brebis Causses a de bonnes qualités maternelles, elle est apte au désaisonnement et rustique. D'autre part, le bélier Île-de-France est bien conformé pour la boucherie. Le croisement entre les deux s'appelle la F1 46. Les femelles issues de ce croisement sont ensuite croisées avec des mâles de race bouchère (Berrichon du cher, par exemple) pour donner des agneaux F2. ces derniers sont bien valorisés en boucherie.

## Diffusion
Son élevage est centré sur sa région de naissance, le département du Lot. Cependant ses qualités de rusticité lui ont permis de déborder sur les départements voisins.